# RD-170
RD-170은 러시아 에네르고마쉬가 제작하는 세계 최대의 액체연료엔진이다. 4개의 노즐에 각각 200톤 추력으로 모두 800톤 추력을 낸다. 1981년 미국 우주왕복선 보다 4배 큰 1987년 에네르기아의 부스터 엔진이다. 계열 엔진인 RD-151은 나로호 1단에 사용되기도 하였다. 또다른 계열 엔진인 RD-180은 미국의 아틀라스 V 1단 엔진으로 사용된다.

## 파생형
RD-170은 현재 생산되지 않는다. 그러나 파생형들은 생산중이다.

### RD-171

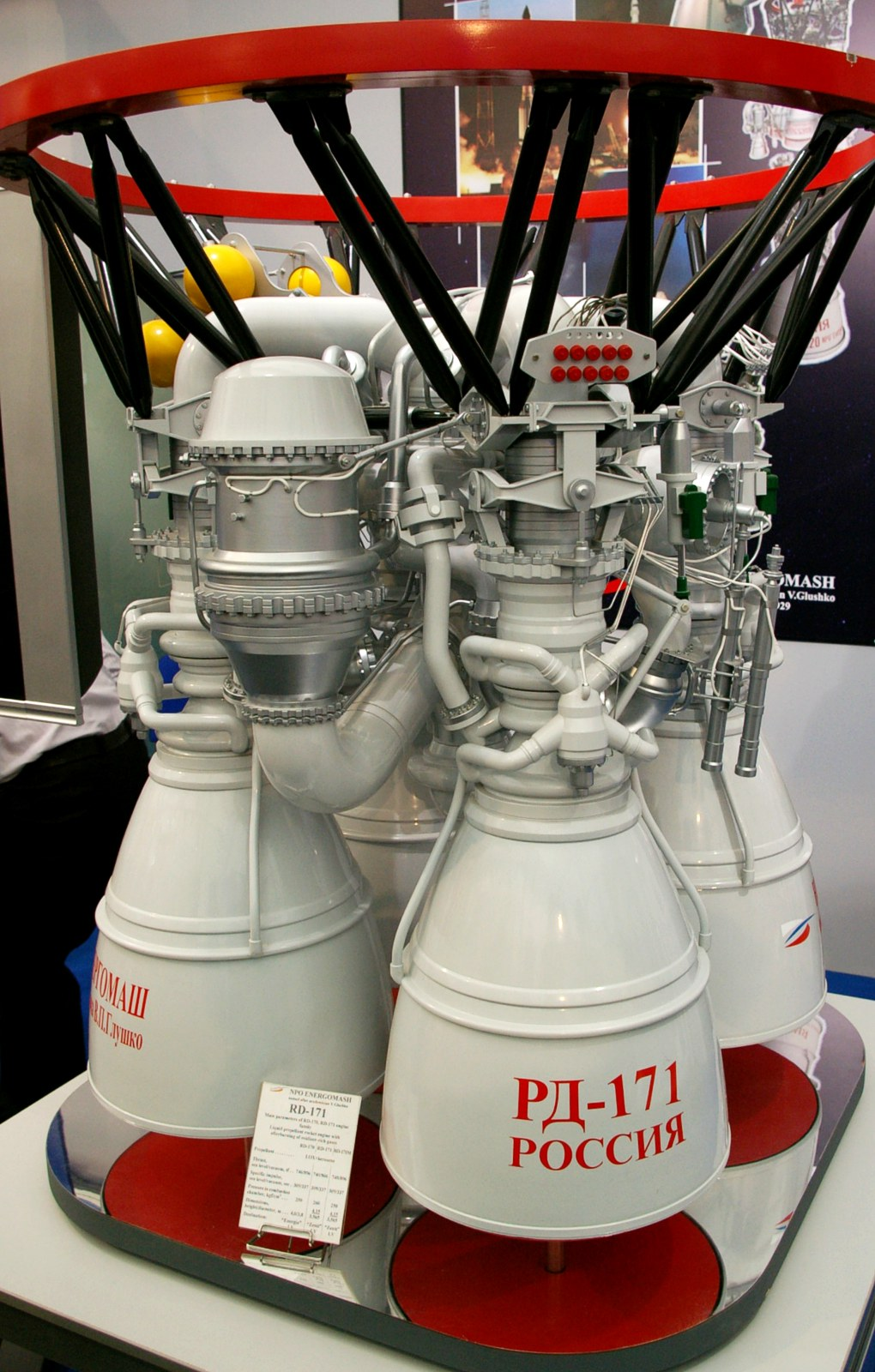
RD-171 model

RD-170 파생형인 RD-171은 현재 제니트에 사용된다.추력이 향상된 RD-172~175까지도 제안되었으나, 제작된 적은 없다.

### RD-180
원래 RD-170은 4개의 연소실이 있고 800톤의 추력을 내지만, RD-180은 2개의 연소실에 400톤의 추력을 낸다. RD-180은 미국에서 록히드 마틴의 아틀라스 V 1단에 사용된다. 기존의 아틀라스에는 3개의 엔진이 사용되었는데, 이것을 RD-180 엔진 하나로 교체하여 화물탑재량을 증가시켰다. 러시아의 Rus-M 로켓, 일본의 GX 로켓과 한국의 KSLV-II도 이 엔진을 채택할 계획이 있었으나 모두 취소되었다.

### RD-191
RD-191은 1개의 연소실에 200톤의 추력을 낸다. RD-191은 현재 개발중인 러시아의 안가라에 사용될 계획이다. RD-191에서 파생된 RD-193은 앞으로 소유스-2의 1단으로 사용할 예정이다.
러시아가 완제품 한 개를 한국에 제공했다. RD-191 참조.

### RD-151
RD-151은 나로호의 1단에 사용되 RD-191의 파생 엔진으로, RD-191과 동일한 하드웨어를 사용해 추력 성능면에서 동일하지만, 나로호의 비행 프로파일에 맞게 튜닝하였다. 실제 나로호를 발사할때는 170톤급의 추력으로 작동한다. 2009년 7월 30일 첫 연소시험을 거쳐 2009년 8월 25일 처음으로 나로호의 발사에 사용되었다. 나로호의 1단은 안가라의 범용로켓모듈(URM)을 기반으로 한다.

## 같이 보기
- 로켓 엔진 비교